# سئوندو-دونگ
سئوندو-دونگ (به لاتین: Seondo-dong) یک منطقهٔ مسکونی در کره جنوبی است که در گیونگجو واقع شده‌است.